# Mistrzostwa Azji w Judo 1991
Mistrzostwa Azji w judo rozegrano w Osace w Japonii w dniach 9 – 10 listopada 1991 roku, na terenie "Osaka Prefectural Gymnasium".

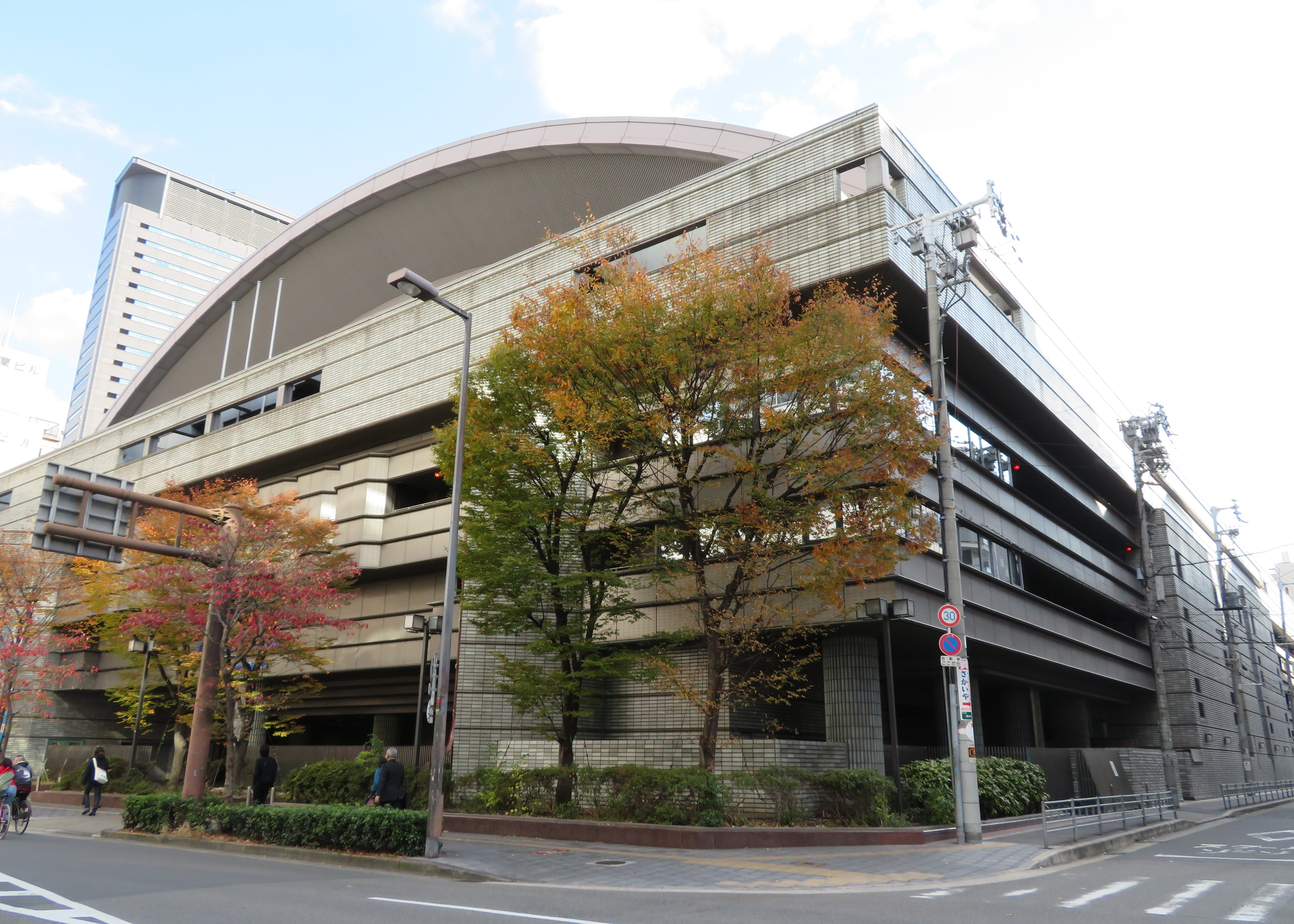
Prefectural Gymnasium

## Tabela medalowa
| Poz.  | Państwo          |    |    |    | Łącznie |
| ----- | ---------------- | -- | -- | -- | ------- |
| 1.    | Japonia          | 6  | 5  | 5  | 16      |
| 2.    | Korea Południowa | 5  | 3  | 7  | 15      |
| 3.    | Chiny            | 5  | 1  | 2  | 8       |
| 4.    | Mongolia         | 0  | 3  | 7  | 10      |
| 5.    | Chińskie Tajpej  | 0  | 2  | 7  | 9       |
| 6.    | Iran             | 0  | 2  | 0  | 2       |
| 7.    | Hongkong         | 0  | 0  | 1  | 1       |
| .     | Indie            | 0  | 0  | 1  | 1       |
| .     | Indonezja        | 0  | 0  | 1  | 1       |
| .     | Korea Północna   | 0  | 0  | 1  | 1       |
| Razem | Razem            | 16 | 16 | 32 | 64      |

## Mężczyźni
| Waga   | Złoto:           | Srebro:                      | Brąz:                | Brąz:                     |
| 60 kg  | Yoon Hyun        | Luwsanszarawyn Rencendordż   | Tadashi Itakusu      | Lin Wen-liang             |
| 65 kg  | Kenji Maruyama   | Han Bo-sam                   | Kim Hyo-son          | Sandeep Byala             |
| 71 kg  | Chung Hoon       | Chaliuny Boldbaatar          | Hideyuki Sakai       | Kim Sang-hoon             |
| 78 kg  | Jeon Man-bae     | Yoshiyuki Takanami           | Lo Yu-wei            | Dawaasambuugijn Dordżbat  |
| 86 kg  | Yoshio Nakamura  | Dehghani                     | Kim Seung-gyu        | Tsedendamba Tserenpuntsag |
| 95 kg  | Michiaki Kamochi | Eian Zare                    | Lee Chung-seok       | Batbayar                  |
| +95 kg | Kim Geon-su      | Hideyuki Sekine              | Odwogijn Baldżinnjam | Guo Yubin                 |
| open   | Jun Konno        | Badmaanjambuugijn Bat-Erdene | Guo Yubin            | Kuo Che-yen               |

## Kobiety
| Waga   | Złoto:         | Srebro:        | Brąz:           | Brąz:                       |
| 48 kg  | Tang Lihong    | Huang Yu-shin  | Ryōko Tani      | Gereltuya Erdenechimeg      |
| 52 kg  | Su Xuehai      | Mutsumi Ueda   | Kim Eun-hee     | Chou Yu-ping                |
| 56 kg  | Jung Sung-sook | Chiyori Tateno | Tseng Hsiao-fen | Lai Wah Law                 |
| 61 kg  | Wang Yangbei   | Koo Hyun-suk   | Hiroko Kitazume | Lchamaasürengijn Badamsüren |
| 66 kg  | Ryōko Fujimoto | Wu Jiu-ling    | Keum Jin-hee    | Hanna Yawan                 |
| 72 kg  | Yōko Tanabe    | Leng Chunhui   | Cho Hyun-suk    | Hsu Yu-gu                   |
| +72 kg | Qiao Yanmin    | Yukari Asada   | Chak Mi-jeong   | Chen Mei-hui                |
| open   | Qiao Yanmin    | Cho Hyun-suk   | Noriko Matsuo   | Sambuugijn Daszdulam        |